# 高知県立室戸体育館
高知県立室戸体育館 （こうちけんりつむろとたいいくかん）は、高知県室戸市にある体育館。　現在(2025年)は耐震改修のため使用中止になっている。　

## 概要
- 1991年（平成3年）4月に完成した高知県立の体育館である。地域の武道大会や美術展の会場として使用されている。

## 施設
- 構造
- 設備
  - バレーボール2面　バドミントン6面　バスケット1面　ビーチバレーボール（6面）屋外テニスコート2面
  - 事務室、男女更衣室及びシャワー室、男女便所、身体障害者用便所、観覧席、身体障害者用スロープ

## 基礎データ

### 所在地等
- 高知県室戸市室戸岬町6811
- 駐車場　普通車30台（無料）

### 利用期間
- 8:30 - 21:00（3月1日～11月30日）8:30 - 20:00（12月1日～2月末）
- 休館日：年末年始12月28日～1月4日

### 利用料金
- 有料・問い合わせ

## 交通
- 東部交通バス「耳崎」下車徒歩10分